# Eudorella rochfordi
Eudorella rochfordi är en kräftdjursart som beskrevs av Hale 1945. Eudorella rochfordi ingår i släktet Eudorella och familjen Leuconidae. Inga underarter finns listade i Catalogue of Life.